# Crooked Creek (Georgia)
Crooked Creek es un lugar designado por el censo ubicado en el condado de Putnam en el estado estadounidense de Georgia. En el año 2010 tenía una población de 639 habitantes.

## Geografía
Crooked Creek se encuentra ubicado en las coordenadas 33°15′49″N 83°16′36″O / 33.26361, -83.27667.